# Pena de morte na Coreia do Norte
A pena de morte é uma forma de punição na Coreia do Norte, supostamente por muitos crimes, como grande roubo, assassinato, estupro, contrabando de drogas, traição, espionagem, dissidência política, deserção, pirataria, consumo de mídia não aprovada pelo governo e proselitismo de crenças religiosas que contradizem a ideologia juche praticada. O conhecimento atual do trabalho depende muito de relatos não verificados de desertores (parentes de vítimas e ex-membros do governo). As execuções são supostamente realizadas principalmente por pelotão de fuzilamento, enforcamento ou decapitação em público, o que, se for verdade, faz da Coreia do Norte um dos últimos quatro países a ainda fazer execuções públicas, sendo os outros três Irã, Arábia Saudita e Somália.

## Execuções relatadas
O Centro de Banco de Dados dos Direitos Humanos da Coreia do Sul, com sede na Coreia do Sul, coletou depoimentos não verificados sobre 1.193 execuções históricas na Coreia do Norte até 2009. A Anistia Internacional informou que houve 105 execuções entre 2007 e 2012. O periódico de Política Externa estimou que houve 60 execuções em 2010. Em outubro de 2001, o governo norte-coreano disse ao Comitê de Direitos Humanos da ONU que apenas 13 execuções haviam ocorrido desde 1998 e que nenhuma execução pública ocorreu desde 1992.
Em 3 de novembro de 2013, de acordo com um relatório não comprovado da JoongAng Ilbo, pelo menos 80 pessoas foram executadas publicamente por pequenos delitos. As supostas 'execuções' foram realizadas simultaneamente em Wonsan, Chongjin, Sariwon, Pyongsong e três outras cidades da Coreia do Norte por crimes como assistir filmes sul-coreanos, distribuir pornografia ou possuir uma Bíblia. Segundo uma testemunha de Wonsan, 10.000 moradores foram forçados a assistir quando oito pessoas foram metralhadas até a morte no estádio local de Shinpoong.
Em 13 de dezembro de 2013, a mídia estatal norte-coreana anunciou a execução de Jang Sung-taek, o tio por casamento do líder da Coreia do Norte Kim Jong-un. O Serviço Nacional de Inteligência da Coreia do Sul acredita que dois de seus assessores mais próximos, Lee Yong-ha e Jang Soo-keel, foram executados em meados de novembro. Segundo um jornal sul-coreano, o sobrinho de Jang, O Sang-hon, foi supostamente queimado vivo com um lança-chamas.
Em 2014, o Conselho de Direitos Humanos das Nações Unidas criou uma Comissão de Inquérito sobre Direitos Humanos na RPDC, investigando e documentando supostas instâncias de execuções realizadas com ou sem julgamento, pública ou secretamente, em resposta a crimes políticos e outros que muitas vezes não fazem parte o mais sério. A Comissão determinou que esses atos sistemáticos, se verdadeiros, aumentam para o nível de crimes contra a humanidade.

### Lista de execuções relatadas
| Data de Execução        | Condenar                            | Crime                               | Método                    | Fonte  |
| ----------------------- | ----------------------------------- | ----------------------------------- | ------------------------- | ------ |
| Fevereiro 2020          | Homem sem nome                      | Violação de quarentena              | Execução por tiro         | [ 11 ] |
| Março 2019              | Duas mulheres sem nome              | Cartomancia                         | Execução pública atirando | [ 12 ] |
| 10 de janeiro de 2019   | Homem sem nome                      | Assassinato de guarda penitenciário | Execução por tiro         | [ 13 ] |
| Dezembro 2018           | Homem sem nome                      | Corrupção                           | Execução pública atirando | [ 14 ] |
| 27 de fevereiro de 2017 | 5 homens sem nome                   | Fazendo relatório falso             | Execução por tiro         | [ 15 ] |
| Maio 2015               | Choe Yong-gon                       | Traição                             |                           |        |
| 12 de dezembro de 2013  | Jang Song-thaek e 7 homens sem nome | Traição                             | Execução por tiro         |        |
| 3 de janeiro de 2011    | Homem sem nome e mulher sem nome    | Traição                             | Execução por tiro         | [ 16 ] |
| 17 de março de 2010     | Pak Nam-gi                          | Traição                             | Execução por tiro         |        |
| 1997                    | Então Kwan-hui                      | sabotar                             | Execução pública atirando |        |
| 1981                    | Woo In-hee                          | Senhora de Kim Jong-il              | Execução pública atirando |        |

## Execuções públicas
A Coreia do Norte teria retomado as execuções públicas em outubro de 2007, depois de ter declinado nos anos seguintes a 2000, em meio a críticas internacionais. Criminosos supostamente executados proeminentes incluem funcionários condenados por tráfico de drogas e peculato. Relatou-se que criminosos comuns condenados por crimes como assassinato, roubo, estupro, tráfico de drogas, contrabando, pirataria, vandalismo etc. foram executados, principalmente pelo pelotão de fuzilamento. O país não divulga publicamente estatísticas nacionais de crimes ou relatórios sobre os níveis de crimes. Desde 2012, A Coreia do Norte é supostamente um dos quatro países que executam execuções em público, sendo os outros três Irã, Arábia Saudita e Somália.
Em outubro de 2007, um chefe de fábrica da província de Pyongan do Sul condenado por fazer ligações internacionais de 13 telefones que ele instalou em seu porão de fábrica foi supostamente executado por fuzilamento diante de uma multidão de 150.000 pessoas em um estádio, de acordo com um relatório não verificado de um Agência de ajuda sul-coreana chamada Good Friends. A Good Friends também relatou que seis foram mortos na pressa quando os espectadores saíram. Em outro caso não verificado, 15 pessoas foram executadas publicamente por cruzar a fronteira para a China.
Um comitê da Assembleia Geral da ONU adotou um projeto de resolução, co-patrocinado por mais de 50 países, expressando "uma preocupação muito séria" com relatos de violações generalizadas dos direitos humanos na Coreia do Norte, incluindo execuções públicas. A Coreia do Norte condenou o projeto, dizendo que é impreciso e tendencioso. O relatório foi enviado à Assembleia Geral então composta por 192 membros para uma votação final.
Em 2011, duas pessoas teriam sido executadas na frente de 500 espectadores por manusear folhetos de propaganda flutuando pela fronteira da Coreia do Sul, supostamente como parte de uma campanha não verificada do ex-líder norte-coreano Kim Jong-il para reforçar o controle ideológico enquanto preparava seu mais novo filho como o sucessor eventual.
Em junho de 2019, uma ONG sul-coreana, o Transitional Justice Working Group, divulgou um relatório não verificado "Mapeando o destino dos mortos" que sugeria 318 locais na Coreia do Norte supostamente usados pelo governo para execuções públicas. Segundo a ONG, as execuções públicas ocorreram perto de rios, campos, mercados, escolas e áreas esportivas. O relatório alega que familiares e filhos dos condenados à morte foram forçados a assistir suas execuções.

## Pena de morte em campos de prisioneiros
A Anistia Internacional alegou que a tortura e as execuções são comuns nas prisões políticas na Coreia do Norte. Testemunhos não verificados descrevem execuções secretas e públicas nas prisões norte-coreanas por pelotão de fuzilamento, decapitação ou enforcamento. As execuções são supostamente usadas como um meio de dissuasão, geralmente acompanhadas de tortura.